# Gruppe (mennesker)
 For alternative betydninger, se Gruppe. (Se også artikler, som begynder med Gruppe)
Inden for socialvidenskaberne betegner en gruppe en samling af mennesker, der typisk har mere eller mindre hyppig og regelmæssig interaktion. Medlemmerne af en gruppe kender således hinanden i større eller mindre grad, og de kommunikerer indbyrdes. Gruppens medlemmer oplever ofte et socialt tilhørsforhold til de andre medlemmer, hvilket blandt andet kommer til udtryk, hvis medlemmerne bærer symboler, der indikerer et sådant gruppemedlemskab.
Denne definition implicerer derfor, at en række sociale inddelinger af mennesker ikke falder inden for gruppe-begrebet. For det første falder socialklasser og andre makrogrupper udenfor, da socialgrupper og klasser kun i analytisk forstand deler fællestræk, hvorfor man grupperer dem sammen under et term. Proletariatet i marxistisk forstand er således ikke en gruppe, da medlemmerne af denne klasse ikke har et indbyrdes forhold, men klassen bliver skabt ved at blive defineret som mennesker, der lever under samme vilkår og i dette tilfælde lever i samme position i produktivforholdene. På den måde bliver gruppe-begrebet i udgangspunktet et begreb, der bedst egner sig til analyser af sociale fænomener i en mikroskala.
For det andet falder er det imidlertid ikke alle mikro-interaktioner, der udspringer af sociale grupperinger. Da en gruppe kræver, at der udover tilstedeværelsen af social interaktion også bliver impliceret et socialt tilhørsforhold, vil sociale interaktioner mellem mennesker, der ikke identificerer sig med samme gruppe og som ikke kender hinanden, ikke være udtryk for grupper. Et eksempel på dette kan være spontan social interaktion i offentlig transport mellem passagerer eller chauffører, hvor der er rig interaktion, men ikke nødvendigvis gruppebaseret interaktion. Gruppemodellen bliver imidlertid kompliceret på mikroniveauet, hvor flere grupper godt kan finde sted i samme rum, og man kan ydermere godt indgå i flere grupper på samme tid.

## Typer af grupper
Inden for visse dele af socialvidenskaben, herunder i socialpsykologisk forskning, skelner man mellem grupper alt efter graden af interaktion. I en primærgruppe har man hyppig og ret tæt interaktion, ofte konkretiseret ved, at medlemmerne taler sammen ansigt til ansigt. Der er ofte tale om ret små grupper, som arbejdsteams. I en sekundærgruppe har man mindre hyppig og/eller indirekte kommunikation for eksempel gennem internettet.

## Gruppedynamik
Måden hvordan gruppeinteraktionen udspiller sig og hvilke konsekvenser dette medfører for medlemmerne afhænger af en række forhold herunder størrelsen på gruppen. Der skelnes derfor mellem grupper på baggrund af antallet af medlemmer på et givent tidspunkt. Ifølge sociologen Georg Simmel bør man adskille dyader, dvs. gruppeinteraktion mellem kun to mennesker, og triader, dvs. gruppeinteraktion mellem tre mennesker, da de indbyrdes relationer og konsekvenserne heraf vil være afgørende forskellige.